# (4550) Royclarke
(4550) Royclarke es un asteroide perteneciente al cinturón de asteroides, descubierto el 24 de abril de 1977 por Schelte John Bus desde el Observatorio del Monte Palomar, Estados Unidos.

## Designación y nombre
Designado provisionalmente como 1977 HH1. Fue nombrado Royclarke en honor del conservador de meteoritos del Smithsonian Institution en Estados Unidos Roy Clarke, Jr. cargo que desempeñó durante casi 30 años.

## Características orbitales
Royclarke está situado a una distancia media del Sol de 3,113 ua, pudiendo alejarse hasta 3,791 ua y acercarse hasta 2,435 ua. Su excentricidad es 0,217 y la inclinación orbital 0,249 grados. Emplea 2006 días en completar una órbita alrededor del Sol.

## Características físicas
La magnitud absoluta de Royclarke es 12,7. Tiene 13,239 km de diámetro y su albedo se estima en 0,076.